# Entomacrodus stellifer
Entomacrodus stellifer es una especie de pez de la familia Blenniidae en el orden de los Perciformes.

## Subespecies
- Entomacrodus stellifer lighti (Herre, 1938
- Entomacrodus stellifer stellifer (Jordan & Snyder, 1902

## Hábitat
Es un pez de mar.